# 阿卜杜勒-马利克·本哈比勒斯
阿卜杜勒-马利克·本哈比勒斯（阿拉伯语：‎，1921年4月27日—2018年12月28日），阿爾及利亞政治人物，历任首任驻日大使、法务部长。他在1992年1月11日至14日擔任憲法委員會主席，行使國家元首職權3日。

## 荣誉

### 外国勋章奖章
- 旭日大绶章（日本，2012年11月3日公布[2]）